# Secret Story - Casa dos Segredos: O Reencontro
O Reencontro do Secret Story - Casa dos Segredos denominado por Secret Story: O Reencontro estreou no dia 29 de maio de 2018 e terminou a 1 de julho de 2018. Foi apresentado por Manuel Luís Goucha. O prémio final foi de 5 mil euros.

## Casa
A casa do Secret Story - O Reencontro é localizada na Venda do Pinheiro, concelho de Mafra, mais especificamente na aldeia da Asseiceira Grande. Tem novamente o quarto do Inferno e o quarto do Céu. Traz pela primeira vez as pulseiras verdes e vermelhas, por cada missão bem sucedida o concorrente recebe uma pulseira verde se a minha missão não for bem sucedida recebe uma vermelha a 5 pulseiras verdes recebem um pulseira branca em troca das 5 pulseiras verdes e a 5 pulseiras vermelhas recebem uma pulseira preta em troca das 5 pulseiras vermelha.

## Emissão
| Programa                 | Emissão         | Apresentação                                                                                                   |
| ------------------------ | --------------- | --- |
| Gala de expulsão         | Domingo         | Manuel Luís Goucha                                                                                             |
| Nomeações                | Terça           | Manuel Luís Goucha                                                                                             |
| Pós-Gala                 | Domingo         | Olívia Ortiz                                                                                                   |
| Late Night Secret        | Segunda a Sexta | Marta Cardoso, Serginho                                                                                        |
| Comentadores (rotativos) | Segunda a Sexta | Flávio Furtado, Cinha Jardim, Ana Arrebentinha, Yolanda Tati, Quintino Aires, Helena Isabel e "Agente Secreto" |
| Best of the Day          | Diário          | emissões sem apresentador(es)                                                                                  |
| Compacto                 | Sábado          | emissões sem apresentador(es)                                                                                  |
| TVI Reality              | 24h por dia     | emissões sem apresentador(es)                                                                                  |

## Concorrentes
Concorrentes escolhidos pela Voz:
Da 2.ª edição
- Fanny

Da 4.ª edição
- Diogo
- Sofia

Da 5.ª edição
- Bruno S.

Da 6.ª edição
- Cláudio A.
- Cristiana

Da 7.ª edição
- Bruno F.
- Carina
- Cátia
- César
- Nuno

## Convidados especiais
Felícia - entrou na Casa na Gala do dia 20 e saiu no dia 22.
Débora Picoito - entrou na Casa no dia 25 e saiu no dia 27.

## Entradas e eliminações
| Classificação | Classificação | Classificação       | Classificação      | Classificação       | Classificação | Classificação |
| #             | Concorrente   | Origem              | Entrada            | Saída               | Nomeações     | Dias          |
| ------------- | ------------- | ------------------- | ------------------ | ------------------- | ------------- | ------------- |
| 1             | Carina        | Porto               | 29 de maio de 2018 | 1 de julho de 2018  | 2             | 34            |
| 2             | Sofia         | Barreiro            | 29 de maio de 2018 | 1 de julho de 2018  | 3             | 34            |
| 3             | Bruno S.      | Rio Tinto           | 29 de maio de 2018 | 1 de julho de 2018  | 1             | 34            |
| 4             | Fanny         | Oliveira de Azeméis | 29 de maio de 2018 | 1 de julho de 2018  | 1             | 34            |
| 5             | Diogo         | Sesimbra            | 3 de junho de 2018 | 1 de julho de 2018  | 3             | 27            |
| 6             | Cristiana     | Albufeira           | 29 de maio de 2018 | 24 de junho de 2018 | 1             | 27            |
| 7             | Cláudio       | Quarteira           | 29 de maio de 2018 | 24 de junho de 2018 | 1             | 27            |
| 8             | Nuno          | Porto               | 29 de maio de 2018 | 17 de junho de 2018 | 3             | 20            |
| 9             | César         | Algarve             | 29 de maio de 2018 | 10 de junho de 2018 | 1             | 13            |
| 10            | Cátia         | Ponta Delgada       | 29 de maio de 2018 | 10 de junho de 2018 | 1             | 13            |
| 11            | Bruno F.      | Amora               | 29 de maio de 2018 | 3 de junho de 2018  | 1             | 6             |

## Nomeações e expulsões
|              | Semana 1               | Semana 2 | Semana 2                               | Semana 3                                                       | Semana 4                                                     | Semana 4                                                     | Semana 5                          | Semana 5                          |
| Dia 6        | Semana 1               | Dia 8    | Dia 22                                 | Semana 3                                                       | Dia 27                                                       |                                                              | Semana 5                          | Semana 5                          |
| ------------ | ---------------------- | -------- | -------------------------------------- | -------------------------------------------------------------- | ------------------------------------------------------------ | ------------------------------------------------------------ | --------------------------------- | --------------------------------- |
| Carina       | Cláudio César          | Diogo    | Sofia Fanny                            | Nuno Cláudio                                                   | Fanny Bruno S.                                               | Sofia                                                        | Vencedora (Dia 34)                | Vencedora (Dia 34)                |
| Sofia        | César                  | Cátia    | Cátia Bruno S.                         | Bruno S. Nuno                                                  | Cristiana Cláudio                                            | Carina                                                       | 2.º lugar (Dia 34)                | 2.º lugar (Dia 34)                |
| Bruno S.     | Não elegível           | Diogo    | Nuno Sofia                             | Sofia Fanny                                                    | Diogo Cláudio                                                | Carina                                                       | 3.º lugar (Dia 34)                | 3.º lugar (Dia 34)                |
| Fanny        | Bruno S.               | Cátia    | Carina Cátia                           | Nuno Cláudio                                                   | Cláudio Cristiana                                            | Carina                                                       | 4.º lugar (Dia 34)                | 4.º lugar (Dia 34)                |
| Diogo        | Não estava na casa     | Cátia    | Cátia Carina                           | Banido e imune                                                 | Cláudio Cristiana                                            | Cristiana                                                    | 5.º lugar (Dia 34)                | 5.º lugar (Dia 34)                |
| Cristiana    | Cláudio Bruno S.       | Diogo    | Nuno Cátia                             | Nuno Bruno S.                                                  | Diogo Fanny                                                  | Diogo                                                        | Expulsa (Dia 27)                  | Expulsa (Dia 27)                  |
| Cláudio      | Não elegível           | Diogo    | Nuno Cátia                             | Sofia Carina                                                   | Diogo Bruno S.                                               | Expulso (Dia 27)                                             | Expulso (Dia 27)                  | Expulso (Dia 27)                  |
| Nuno         | Nomeado                | Diogo    | Cláudio Cristiana                      | Cristiana Fanny                                                | Expulso (Dia 20)                                             | Expulso (Dia 20)                                             | Expulso (Dia 20)                  | Expulso (Dia 20)                  |
| César        | Não elegível           | Diogo    | Bruno S. Cátia                         | Expulso (Dia 13)                                               | Expulso (Dia 13)                                             | Expulso (Dia 13)                                             | Expulso (Dia 13)                  | Expulso (Dia 13)                  |
| Cátia        | Bruno F.               | Diogo    | Fanny Sofia                            | Expulsa (Dia 13)                                               | Expulsa (Dia 13)                                             | Expulsa (Dia 13)                                             | Expulsa (Dia 13)                  | Expulsa (Dia 13)                  |
| Bruno F.     | Nomeado                | Diogo    | Expulso (Dia 6)                        | Expulso (Dia 6)                                                | Expulso (Dia 6)                                              | Expulso (Dia 6)                                              | Expulso (Dia 6)                   | Expulso (Dia 6)                   |
|              |                        |          |                                        |                                                                |                                                              |                                                              |                                   |                                   |
| Expulsões    | ---                    | ---      | ---                                    | ---                                                            | ---                                                          | ---                                                          | ---                               | ---                               |
| Desistências | ---                    | ---      | ---                                    | ---                                                            | ---                                                          | ---                                                          | ---                               | ---                               |
| Notas        | 1                      | 2        | 3,4                                    | 5,6,7                                                          | 8,9,10                                                       | 11                                                           | 12                                | 12                                |
| Nomeados     | Bruno F. Nuno          | Ninguém  | Cátia César Diogo Nuno                 | Bruno S. Fanny Nuno Sofia                                      | Carina Cláudio Diogo Sofia                                   | Carina Cristiana Diogo Sofia                                 | Bruno S. Carina Diogo Fanny Sofia | Bruno S. Carina Diogo Fanny Sofia |
| Eliminado(s) | Bruno F. 48% p. salvar | Ninguém  | Cátia 20% (entre 4)                    | Nuno 48% (entre 2)                                             | Cláudio 21% (entre 3)                                        | Cristiana 17% (entre 3)                                      | Diogo 5% p. vencer (entre 5)      | Fanny 13% p. vencer (entre 4)     |
| Eliminado(s) | Bruno F. 48% p. salvar | Ninguém  | César 47% (entre 2)                    | Nuno 48% (entre 2)                                             | Cláudio 21% (entre 3)                                        | Cristiana 17% (entre 3)                                      | Bruno S. 19% p. vencer (entre 3)  | Sofia 26% p. vencer (entre 2)     |
| Salvos       | Nuno 52% p. salvar     | Ninguém  | Diogo 37% (entre 3) Nuno 53% (entre 2) | Sofia 31% (entre 4) Bruno S. 36% (entre 3) Fanny 52% (entre 2) | Carina 43% (entre 4) Diogo 22% (entre 3) Sofia 57% (entre 3) | Carina 63% (entre 4) Diogo 44% (entre 3) Sofia 39% (entre 3) | Carina 74% p. vencer (entre 2)    | Carina 74% p. vencer (entre 2)    |

Legenda:
     Nomeado/a
     Imune
     Banido (proibido de nomear)
     Não elegível nas nomeações
Notas:
Nota 1:     Na primeira semana(primeiro dia) coube às raparigas – que entraram quase em simultâneo e em primeiro – escolherem os companheiros. Em apreciação estavam 5 participantes (Bruno F., Bruno S., César, Cláudio e Nuno).Houve duas rondas. No final da primeira  ronda o Cláudio foi o escolhido primeiro para entrar como concorrente na segunda ronda houve um empate, a Cátia foi chamada a desempatar entre Bruno S. e César e acabou por escolher o concorrente que lhe é mais próximo o César. Quanto a Bruno F., Bruno S. e Nuno a responsabilidade coube aos portugueses. Através da aplicação os espetadores foram chamados a votar em apenas um destes três concorrentes, assim as votações foram as seguintes: Bruno F.: 23% dos votos, Bruno S.: 65% dos votos e Nuno: 12% dos votos. Bruno S. juntou-se aos outros concorrentes. O Bruno F. e Nuno acabam por entrar também no jogo e são concorrentes. Porém, os dois concorrentes entram e ficam automaticamente nomeados.
Nota 2: Durante a Gala da 4.ª semana, houve uma nomeação direta na sala. Bruno F., Bruno S., Carina, Cátia, César, Cláudio, Cristiana, Nuno votaram no Diogo e Diogo, Fanny e Sofia votaram na Cátia assim o Diogo acabou por ficar nomeado.
Nota 3: No princípio das nomeações da 2.ª semana o César foi automaticamente nomeado por ter mais pulseiras vermelhas(o que significa que ele falhou mais em missões secretas e ordens da "A Voz").
Nota 4: No final das nomeações da 2.ª semana Cátia, César e Diogo estão nomeados. No entanto, houve um empate para o quarto nomeado entre Nuno, e Sofia com 3 votos cada um, através de um sorteio aleatório, foi o Cláudio que teve o poder de desempatar, acabando por nomear o Nuno.
Nota 5: Depois de ultrapassar a "Sala dos Horrores", Carina recebeu o poder de decidir qual colega de casa teria um voto duplo e que concorrente teria  voto nulo nas próximas nomeações. Ela decidiu que Bruno S. teria um voto duplo e Diogo seria proibido de nomear. No entanto Fanny também fez a "missão" a Fanny teve o poder de decidir quem recebia um cruzeiro no Douro e que recebia uma pulseira branca. Ela decidiu que Cláudio e Cristiana recebiam o cruzeiro e o Diogo recebia a pulseira branca.
Nota 6:      Diogo recebeu imunidade por ter mais pulseiras verdes.
Nota 7: No final das nomeações da 3.ª semana Fanny, Nuno e Sofia estão nomeados. No entanto, houve um empate para o quarto nomeado entre Bruno S., e Cláudio com 2 votos cada um, através de um sorteio aleatório, foi a Cristiana que teve o poder de desempatar, acabando por nomear o Bruno S..
Nota 8: No início da Gala , os 4 colegas de casa não nomeados (Carina, Cristiana, Cláudio e Diogo) puderam receber uma nomeação automática para a próxima semana. Isso seria feito por sucessivas rodadas de salvamento nas quais os colegas em risco teriam uma decisão por unanimidade. Como isso nunca aconteceu, os atuais colegas de casa decidiram quem seria salvo.Na primeira rodada salvaram Diogo, na segunda rodada salvaram Cláudio e, finalmente, na terceira rodada, salvaram Cristiana. Isso deixou Carina nomeada.
Nota 9: Uma convidada chinês, a Felícia, entrou na casa no dia 20 com a missão de fazer os colegas de casa acreditarem que ela só falava chinês. Quando passou só por uma missão, ela foi dada o poder de expulsar um dos concorrentes de casa e ela escolheu a Sofia. No entanto, como ela era apenas uma convidada, a Sofia acabou de ficar nomeada automaticamente e a Felícia acabou por sair da casa no dia 22.
Nota 10: No final das nomeações da 4.ª semana Carina, Cláudio e Sofia estão nomeados. No entanto, houve um empate para o quarto nomeado entre Cristiana, e Diogo com 3 votos cada um, através de um sorteio aleatório, foi o Bruno S. que teve o poder de desempatar, acabando por nomear o Diogo.
Nota 11: Durante a Gala da 4.ª semana, houve noite de nomeações durante a gala na sala. Bruno S., Fanny e Sofia  votaram na Carina,  Cristiana votou no Diogo e Diogo votou na Cristiana, assim a Carina, Cristiana, Diogo e Sofia ficaram  nomeados e foram a votos, pois nessa mesma noite serão outro concorrente expulso.
Nota 12: Na semana final, o público vota pelo participante que deve vencer o Secret Story: O Reencontro.

## Votação do público
|        | Nomeados | Votação do público | Expulso(s)          |
| ------ | --- | --- | ------------------- |
| Sem.1  | Bruno F. (VOZ) e Nuno (VOZ) | Bruno F. (48%) e Nuno (52%) | Bruno F.            |
| Sem. 2 | Diogo (8 votos),Cátia (4 votos), Nuno (3 votos) e César (VOZ)                                                                           | Cátia (20% entre 4), César (47% entre 2), Nuno (53% entre 2) e Diogo (38% entre 3)                                                                                              | Cátia e César       |
| Sem. 3 | Fanny (3 votos), Nuno (3 votos), Sofia (3 votos) e Bruno S. (2 votos)                                                                   | Nuno (48% entre 2), Fanny (52% entre 2), Bruno S. (36% entre 3) e Sofia (31% entre 4)                                                                                           | Nuno                |
| Sem. 4 | Cláudio (4 votos), Diogo (3 votos), Sofia (VOZ) e Carina (VOZ) Carina (3 votos), Cristiana (1 votos), Diogo (1 votos) e Sofia (1 votos) | Cláudio (21% entre 3), Diogo (22% entre 3), Sofia (57% entre 3) e Carina (43% entre 4) Cristiana (17% entre 3), Diogo (44% entre 3), Sofia (39% entre 3) e Carina (63% entre 4) | Cláudio e Cristiana |
| Final  | Bruno S. (Finalista), Carina (Finalista), Diogo (Finalista), Fanny (Finalista) e Sofia (Finalista)                                      | Diogo (5%), Fanny (13%), Bruno S. (19%), Sofia (26%) e Carina (74%) | Vencedora: Carina   |

## Segredo
| Segredo                   | Pessoa | Descoberto por | Descoberto no dia |
| ------------------------- | ------ | -------------- | ----------------- |
| A Voz tem o poder máximo. | VOZ    | Sofia          | Dia 31            |

## Resumo semanal: Céu vs Inferno
|           | Sem. 1           | Sem. 2  | Sem. 3  | Sem. 4  | Sem. 5  |
| --------- | ---------------- | ------- | ------- | ------- | ------- |
| Bruno S.  | Inferno          | Inferno | Céu     | Inferno | Inferno |
| Carina    | Inferno          | Inferno | Inferno | Céu     | Céu     |
| Diogo     | Não está na Casa | Inferno | Céu     | Inferno | Inferno |
| Fanny     | Céu              | Céu     | Céu     | Céu     | Céu     |
| Sofia     | Céu              | Céu     | Céu     | Céu     | Céu     |
| Cristiana | Céu              | Céu     | Inferno | Inferno | Expulsa |
| Cláudio   | Céu              | Céu     | Inferno | Inferno | Expulso |
| Nuno      | Inferno          | Inferno | Inferno | Expulso | Expulso |
| César     | Céu              | Céu     | Expulso | Expulso | Expulso |
| Cátia     | Inferno          | Inferno | Expulsa | Expulsa | Expulsa |
| Bruno F.  | Inferno          | Expulso | Expulso | Expulso | Expulso |

Nota: Na última semana todos os finalistas fizeram prova de resistência.

## Recordes da edição
| Número de concorrentes                                   | 11                                                |
| Concorrente nunca nomeado(a)                             | ---                                               |
| Concorrente mais vezes nomeado(a)                        | Diogo, Nuno e Sofia - 3 nomeações                 |
| Concorrente que mais "sobreviveu" às nomeações           | Diogo e Sofia - "sobrevivieu" 3 nomeações         |
| Concorrente mais vezes imune                             | Diogo - 1 vez imune                               |
| Concorrente/Finalista eliminado(a) com menor percentagem | Cristiana - 5% para salvar, contra 5 concorrentes |
| Desistências                                             | ---                                               |
| Expulsões                                                | ---                                               |

## Audiências

### Galas
| Semana | Data                | Dia e Horário           | Espetadores | Rating | Share | Posição (no horário) | Ref.ª |
| ------ | ------------------- | ----------------------- | ----------- | ------ | ----- | -------------------- | ----- |
| 1      | 29 de maio de 2018  | Terça Feira 21h30-00h00 | 1 240 000   | 12,8%  | 29,5% | 1.º                  | [ 1 ] |
| 2      | 3 de junho de 2018  | Domingo 21h30-00h00     | 1 115 000   | 11,8%  | 26,6% | 1.º                  | [ 2 ] |
| 3      | 10 de junho de 2018 | Domingo 21h30-00h00     | 1 270 000   | 13,1%  | 28,7% | 1.º                  | [ 3 ] |
| 4      | 17 de junho de 2018 | Domingo 21h30-00h00     | 1 154 000   | 11,9%  | 28,1% | 1.º                  | [ 4 ] |
| 5      | 24 de junho de 2018 | Domingo 21h30-00h00     | 1 143 000   | 11,8%  | 27,6% | 1.º                  | [ 5 ] |
| Final  | 1 de julho de 2018  | Domingo 21h30-00h00     | 1 270 000   | 13,1%  | 30,8% | 1.º                  | [ 6 ] |

### Nomeações
| Semana | Data                | Dia e Horário           | Espetadores | Rating | Share | Posição (no horário) | Ref.ª |
| ------ | ------------------- | ----------------------- | ----------- | ------ | ----- | -------------------- | ----- |
| 1      | 5 de junho de 2018  | Terça-feira 22h50-23h40 | 853 400     | 8,8%   | 25,4% | 1.º                  | [ 7 ] |
| 2      | 12 de junho de 2018 | Terça-feira 22h50-23h40 | 733 300     | 7,6%   | 19,9% | 2.º                  | [ 8 ] |
| 3      | 19 de junho de 2018 | Terça-feira 22h50-23h40 | 808 200     | 8,3%   | 23,0% | 2.º                  | [ 9 ] |